# Video Phone
"Video Phone" é uma música da cantora americana de R&B Beyoncé, para o seu terceiro álbum de estúdio, I Am... Sasha Fierce, de 2008. Essa música foi lançada como o oitavo single desse álbum, antes do lançamento da música como single oficial, a música foi lançada para vendas de download digital e no dia 22 de Setembro de 2009, ela foi lançada nas rádios americanas.
A música ia ser lançada como CD single no dia 22 de Setembro de 2009, mas o lançamento foi adiado para o dia 17 de Novembro de 2009. A versão remix com a participação da cantora Lady Gaga foi incluída na edição Deluxe Edition lançada em 2009 e também foi lançada como o sexto single no Reino Unido no dia 21 de Dezembro de 2009.

## Recepção da crítica
PopMatters escreveu, "Video Phone, é sexy o suficiente a ponto de quase se tornar desconfortável para você ouvir com o seu pai na sala ou com alguém a sua volta."
Em sua revisão do álbum, o jornal The Guardian, declarou que a música é quase igualmente estranha como a música "Diva", só que muito melhor, a reposição, o cenário lúgubre de gemidos e o som eletrônico é tão emocionante.

## Videoclipe
No dia 15 de Outubro de 2009, um porta-voz do diretor do videoclipe, confirmou a MTV que Beyoncé e Lady Gaga estavam trabalhando juntas em um videoclipe e que esse videoclipe seria dirigido por Hype Williams. O vídeoclipe foi filmado em Los Angeles  e estava programado para ser lançado no dia 05 de Novembro de 2009, mas o videoclipe foi lançado no dia 17 de Novembro de 2009.
O vídeo começa com Beyoncé e alguns homens considerados "malandros" na música, depois Beyoncé aparece em uma câmera de celular  falando: Shawty What yo name is..., depois ela aparece com uma roupa meia selvagem dançando e cantando, depois ela fica com uma arma na mão e homens dançando com ela, depois aparece com uma roupa preta e com uma bolsinha na mão e homens, Beyoncé depois aparece novamente em um celular, Beyoncé dança com uma arma sensualmente para dos homens com uma câmera na cabeça. Lady Gaga aparece em uma sala cantando, depois as duas aparecem com uma arma atirando e cantando, depois um homem cheio de tiros de flecha, as duas depois cantam e dançam em uma cadeira sensualmente, Beyoncé aparece com um visual bizarro dançando sensualmente com uma arma. O clipe se finaliza com Beyoncé em uma moto com uma arma.
O vídeo tem sua composição plástica aspectos que remetem ao pop art ( marca registrada do diretor do clipe, como visto em Gold Digger ), como o contraste entre as cores fortes e a maquiagem bem expressiva de Beyoncé. O realismo fantástico e efeitos visuais dos anos 70 também são fatores marcantes. A visão futurista de Beyoncé como uma caçadora de recompensas, com armas de plásticos, homens encapuzados e motos potentes, a faz uma mulher sensual e perigosa, que domina e não tem medo da exposição, muito pelo contrário: se mostra, para caçar e conquistar tudo o que deseja. Tornando-se uma perfeita representação para o clipe.

## Faixas e formatos
Estados Unidos CD Single
1. Video Phone (Album Version) - 3:37
2. Video Phone (Instrumental) - 3:27

França / Grécia / Itália Digital EP
(Lançado no dia 20 de Novembro de 2009)
1. "Video Phone" - 3:35
2. "Video Phone (Extended Remix)" (com Lady GaGa) - 5:04
3. "Poison" - 4:04

## Desempenho
Após o lançamento do álbum em 2008, a música ficou no #14 na Bubbling Under Hot 100 Singles. Em 2009 a música foi lançada como single na versão original, estreando no #66 na Billboard R&B/Hip-Hop Songs, a maior posição que o single na versão original alcançou foi a de #51. A versão remix com Lady Gaga, também foi lançada como single, essa versão teve um resultado mais positivo nas tabelas musicais.
| Tabelas musicais (2009 - 2010)            | Melhor posição  |
| Versão original                           | Versão original |
| ----------------------------------------- | --------------- |
| Austrália - Australian Singles Chart      | 66              |
| Austrália - Australian Urban Chart        | 20              |
| Espanha - Spanish Singles Chart           | 26              |
| Estados Unidos - Hot R&B/Hip-Hop Songs    | 37              |
| Estados Unidos - Hot Dance Club Songs     | 9               |
| Reino Unido - UK Singles Chart            | 58              |
| Reino Unido - UK R&B Chart                | 21              |
| Extended Remix com Lady Gaga              |                 |
| Austrália - Australian Singles Chart      | 31              |
| Austrália - Australian Urban Chart        | 9               |
| Bélgica - Belgian Tip Chart (Flanders)    | 4               |
| Bélgica - Belgian Tip Chart (Wallonia)    | 14              |
| Brasil - Brasil Hot 100 Airplay           | 5               |
| Estados Unidos - Billboard Hot 100        | 65              |
| Estados Unidos - Hot Dance Club Songs     | 1               |
| Nova Zelândia - New Zealand Singles Chart | 32              |
| Portugal - Top 30 Ring Tones              | 9               |
| Reino Unido - UK R&B Chart                | 36              |
| Chéquia - Czech Airplay Chart             | 39              |

## Histórico de lançamento
| País           | Data                   | Formato          |
| -------------- | ---------------------- | ---------------- |
| Estados Unidos | 22 de Setembro de 2009 | Airplay          |
| Estados Unidos | 17 de Novembro de 2009 | CD Single        |
| Estados Unidos | 23 de Novembro de 2009 | Download digital |
| França         | 20 de Novembro de 2009 | Download digital |
| Itália         | 20 de Novembro de 2009 | Download digital |
| Reino Unido    | 21 de Dezembro de 2009 | CD Single        |